# Heinkel
Heinkel Flugzeugwerke (pronunție în germană [ˈhaɪŋkəl ˈfluːktsɔʏkˌvɛʁkə]) a fost o companie germană constructoare de aeronave fondată și numită după Ernst Heinkel. S-a remarcat prin producerea de bombardiere pentru Luftwaffe în al Doilea Război Mondial și pentru contribuțiile importante la zborul de mare viteză și pionieratul în ingineria aerospațială cu o aeronavă propulsată de un motor rachetă cu combustibil lichid și a unei aeronave cu turboreacție, primele zboruri având loc cu puțin timp înainte de declanșarea celui de-al Doilea Război Mondial.